# Astrid Wahlstedt
Astrid Wahlstedt, född 27 juni 1877 i Stockholm, död 20 juni 1946 i Stockholm, var en svensk målare.
Hon var dotter till civilingenjören Johan Nikolaus Reenstierna och Malvina, född Runsten. Hon gifte sig 1900 med läkaren Axel Wahlstedt och var mor till Viola Wahlstedt-Guillemaut. 
Wahlstedt studerade konst för ett flertal olika konstnärer bland annat Kerstin Cardon, Aron Gerle, Carl Wilhelmson, Richard Bergh och Maurice Denis samt genom självstudier under resor till bland annat Italien, Belgien, Schweiz, Palestina och Egypten. Tillsammans med Frida Edström ställde hon ut i Stockholm 1931 och separat ställde hon bland annat ut på Lyceum 1933 och på Gummesons konsthall 1937. Hon medverkade i samlingsutställningar arrangerade av Föreningen Svenska Konstnärinnor, Sveriges allmänna konstförening och Stockholmssalongerna på Liljevalchs konsthall. Hennes konst består av porträtt, stadsmiljöer och landskapsskildringar. Wahlstedt var medlem i Föreningen Svenska Konstnärinnor och tillhörde 1925–1938 dess styrelse.
Wahlstedt är gravsatt tillsammans med maken på Vittsjö kyrkogård i Skåne.